# Verdrag van Parijs (1635)

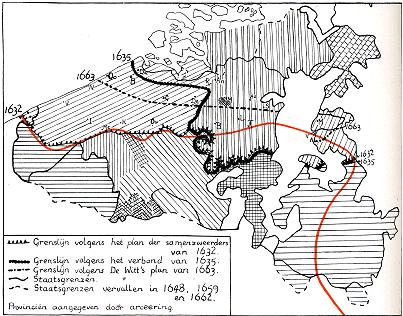
Verdelingsplannen van Frankrijk en de Republiek. Zwarte lijn: Verdrag van 1635
Rode lijn: taalgrens. Grenzen van 1632, 1635, 1648, 1659 en 1662.
Uit: Pieter Geyl (1948-1959) blz 422.

Het Verdrag van Parijs of Traité de Partage van 1635, was een offensief en defensief verdrag dat op 8 februari 1635 werd gesloten tussen de Republiek der Zeven Verenigde Nederlanden en het koninkrijk Frankrijk.
De overeenkomst gold voor een periode van zeven jaar, en bepaalde onder andere dat een vrede met Spanje/Oostenrijk onmogelijk was zonder wederzijdse toestemming. Met het verdrag werden beide partijen verplicht een veldleger op de been te brengen van 25.000 man infanterie en 5000 ruiters.
Daarnaast werden de inwoners van de Spaanse Nederlanden opgeroepen het Spaanse juk van zich af te werpen. Mochten de inwoners daar binnen drie maanden gehoor aan geven dan zouden de Spaanse Nederlanden worden omgevormd tot een onafhankelijke bondsstaat. Wel zouden de kuststeden en Namen en Thionville aan Frankrijk toekomen en Hulst en het Land van Waas samen met Geldern, Breda en Stevensweert aan de Republiek.
Mochten de inwoners geen gehoor geven dan zouden de Spaanse Nederlanden in hun geheel volgens een plan opgedeeld worden tussen Frankrijk en de Republiek. In beide gevallen zou het katholicisme als eerste godsdienst gehandhaafd blijven. Het voorstel tot splitsing werd opgezet door Richelieu, die zich meer in de Europese politiek wilde mengen, aan onder meer Zweden steun toezegde, en de Republiek der Zeven Verenigde Nederlanden als bondgenoot wenste. Het plan werd opgenomen in een verdrag, de Traité de Partage, maar de uitvoering pakte anders uit dan verwacht. De verdeling naar "de grens der taele", de taalgrens, kwam uiteindelijk niet tot stand doordat de verwachte opstand van de zuidelijke adel uitbleef.

## Voorafgaand

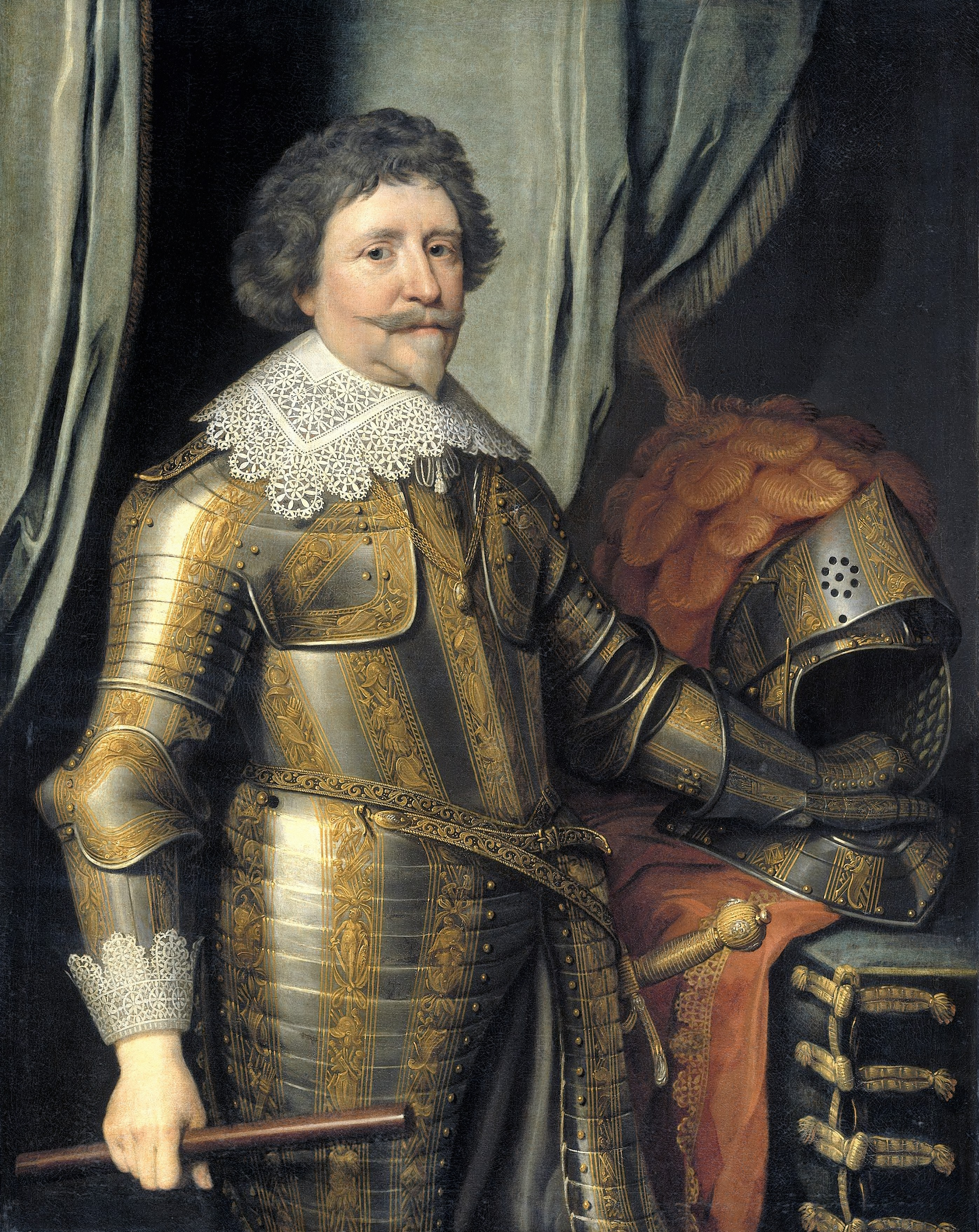
Atelier van Michiel Jansz van Mierevelt: Prins Frederik-Hendrik, 1632-1640.

Na de dood van aartshertog Albrecht van Oostenrijk was aartshertogin Isabella van Spanje genoodzaakt alleen verder te regeren. In de Samenzwering der Edelen stak in 1632 het verdelingsidee van de Zuidelijke Nederlanden de kop op. De vorstin knoopte onderhandelingen aan met de Noordelijke Nederlanden om het Twaalfjarig Bestand in een vredesverdrag om te zetten, maar de Noordelijken gaven geen blijken van meegaandheid. Integendeel, Frederik Hendrik van Oranje, stadhouder in de Republiek, ondernam een succesrijke Veldtocht langs de Maas. Hij ontpopte zich daarnaast als een veel bekwamer en gedrevener politicus dan zijn overleden halfbroer Maurits. Hij probeerde bijvoorbeeld niemand tegen zich in het harnas te jagen. Door de steun van de provincies kreeg hij een goed tegenwicht bij de stemmingen van de Staten-Generaal en kon zo voldoende greep houden op het algemeen bestuur. Door middel van de 'Secrete Besognes', commissies bestaande uit wisselende leden van de Staten-Generaal, kon Frederik Hendrik invloed uitoefenen. Door een goede verstandhouding met Frankrijk te onderhouden, beoogde hij de wederzijdse verovering en verdeling van de Zuidelijke Nederlanden. In een geheim bilateraal akkoord van 15 april 1634 werden de Republiek en Frankrijk het ten slotte eens over de voorbereiding van die principiële verdeling op basis van het geheim verdelingsplan Van den Bergh en Warfusée uit 1632.

## Verdrag aangaande het verdelingsplan

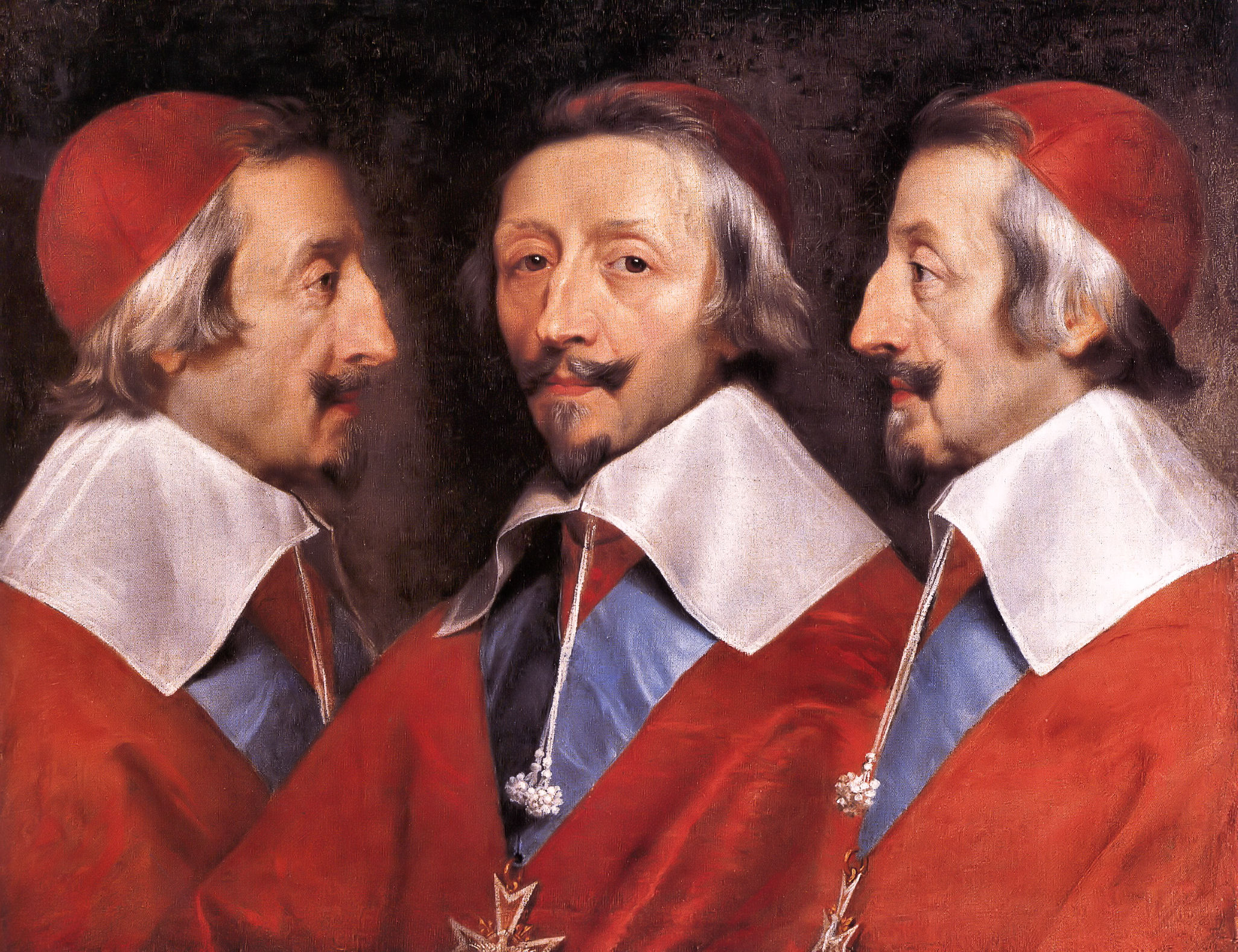
Philippe de Champaigne en zijn atelier: Drievoudig portret van De Richelieu, omstreeks 1642.

Het eigenlijke verdrag, de Traité de Partage, werd op 8 februari 1635 door de Republiek en Frankrijk te Parijs afgesloten. Frederik Hendrik van Oranje werd vertegenwoordigd door Adriaan Pauw en Johan de Knuyt, en Frankrijk door de Kardinaal de Richelieu. In het verdrag stond onder meer het bilateraal verdelingsplan van de Zuidelijke Nederlanden, dat nu concreet werd gemaakt. In plaats van een bufferstaat, stelde kardinaal Richelieu de splitsing van de Zuidelijke Nederlanden voor langs de "grens der taele", de taalgrens tussen Vlaams en Frans.
In het definitief traktaat werden Brabant en Mechelen aan de Republiek toegewezen, maar met de Waalse gewesten bijna heel Vlaanderen aan Frankrijk. De Nederlanders zouden Noord-Brabant en Limburg bezetten, terwijl de Fransen Artesië, het huidige Frans-Vlaanderen, evenals Wallonië en Montmédy zouden annexeren. De voorgenomen grenslijn liep van Blankenberge benoorden Brugge naar Rupelmonde. Een stuk Diets land, met Duinkerke, Ieper, Geraardsbergen in het zuiden en Brugge, Gent, Dendermonde in het noorden, zou aan Frankrijk toevallen.
Met opruiende pamfletten zouden eerst de zuidelijke provinciën aangemoedigd worden om binnen drie maanden in opstand te komen tegen Spanje. Ze zouden dan in een soevereine bondsstaat worden verenigd, met behoud van godsdienst en vrijheden en onder bescherming van Zijne Majesteit de Franse koning en van de Staten-Generaal. De hele kuststreek tussen Grevelingen en Blankenberge, met Namen en Diedenhoven, zou in Franse handen komen, terwijl Hulst, het Land van Waas, Breda, Gelderland en Stevensweert aan de Republiek zouden worden toegevoegd, "omdat de nieuwe staat deze niet zelf zou kunnen verdedigen". In geval de zuidelijke provinciën daarentegen zouden weigeren om 'het Spaanse juk af te schudden', dan zou het gebied in zijn geheel onder beide bondgenoten verdeeld worden. De grens zou van Blankenberge naar Rupelmonde lopen, vervolgens langs de Schelde, en over de noordelijke grens van Henegouwen, het Naamse en Luxemburg. Ontwerper van het eerste plan was Richelieu, die in feite een bufferstaat beoogde tussen Frankrijk en de Republiek, die hij liever niet als buur wilde.

## Poging tot uitvoering

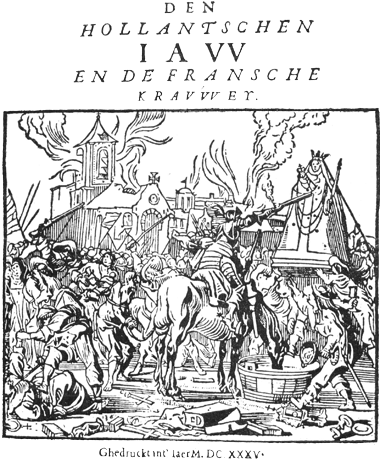
Plundering van Tienen door Franse en Nederlandse troepen op een Zuid-Nederlandse prent uit 1635. Uit P. Geyl: Geschiedenis van de Nederlandse stam, 1948-1959.

Op 19 mei 1635 verklaarde Frankrijk Spanje de oorlog en trok het Franse leger via Luxemburg de Spaanse Nederlanden binnen in de richting van de verzamelplaats Maastricht. Hier voegde het Franse leger zich bij de Staatse troepen. Beide legers stonden onder leiding van Frederik Hendrik van Oranje.
Maar de respons in de Zuidelijke Nederlanden op het manifest dat op 2 juni 1635, enkele dagen na de Franse oorlogsverklaring (19 mei), te wapen riep, bleek anders. De prins-kardinaal Ferdinand van Oostenrijk, die op 24 juni antwoordde, zag in de Fransen enkel nog schenders van het volkenrecht, aanstichters van de ketterij en verstoorders van de katholieke godsdienst, en dat maakte hen in de Zuidelijke Nederlanden totaal ongewenst.
Op 20 mei 1635 versloeg Frederik Hendrik met het Franse leger de zuidelijke troepen onder hertog Thomas Frans van Savoye-Carignano in de buurt van Hoei.
Het Franse leger van 20.000 man dat zich al in mei van Luxemburg had meester gemaakt, stak door naar Maastricht om zich volgens een oud plan van Frederik Hendrik bij zijn leger te voegen en samen een indrukwekkende opmars naar Brussel te houden met 40.000 strijders. Maar Tienen, de eerste Brabantse stad op hun weg, weigerde de poorten te openen. Daarop volgde op 10 juli 1635 een bestorming en plundering van de stad als afschrikwekkend voorbeeld. De vrouwen werden verkracht, en de stad – per ongeluk – tot de grond toe afgebrand.
Het Beleg van Leuven door een Staats-Frans leger op 3 juli mislukte, en ook de andere steden hielden de poorten halsstarrig dicht, en bleken bereid zich te verdedigen op gevaar af hetzelfde lot als Tienen te ondergaan.
De geplande volksopstand in de Zuidelijke Nederlanden bleef dus uit. Het aanvallend leger bevond zich nu in een hachelijke situatie, want het moest oprukken tussen gesloten vestingen in open land en met tegenover zich de troepen van de kardinaal-infant Ferdinand van Oostenrijk, die onder de Brusselse wallen gekazerneerd lagen. Op 4 juli 1635 dropen de bondgenoten van Frankrijk en de Republiek af naar Roermond, onderweg bestookt door de boeren, die hun achterblijvers doodden "als konijnen".

## Gevolgen

### Tegenoffensief vanuit het Zuiden
Ferdinand van Oostenrijk had bovenop het Leger van Vlaanderen een versterking van 15.000 keizerlijke soldaten ontvangen, aangevoerd door Ottavio Piccolomini. Ferdinand reageerde met een stoutmoedige veldtocht naar Schenkenschans, één der poorten van de Verenigde Provinciën, die hem ook in handen viel. Vervolgens nam hij Goch, terwijl zijn luitenants de stad Limburg en enkele plaatsen als Gennep en Diest bemachtigden.
Frederik Hendrik kon niet anders dan toezien hoe de bewegingen verliepen zonder aan te vallen. De Fransen overwinterden in de Betuwe en werden weggemaaid door ellende en een verschrikkelijke tyfus die zich van hun kamp in de Republiek uitbreidde en overal veel slachtoffers maakte.

### Verlies van Breda voor de Zuidelijke Nederlanden
Het Leger van Vlaanderen stootte door en dwong Roermond middels het beleg van Roermond tot overgave. Toen Ferdinand van Oostenrijk besloot om nu ook zuidwaarts Picardië aan te vallen, kon Frederik Hendrik Schenkenschans terugnemen door het beleg van Schenkenschans. De verwachte steuntroepen voor de prins-kardinaal onder Matthias Gallas waren niet tijdig komen opdagen. Terwijl in 1637 Piccolomini zich ertoe bepaalde de Fransen in het zuiden tegen te houden, deed de prins van Oranje door de inname van Breda op 10 oktober zijn krijgsroem en zijn staatkundige invloed toenemen. Met het grondgebied van Breda en vervolgens de meierij 's-Hertogenbosch, was heel de linkeroever van de Benedenmaas voortaan in de macht van de Republiek.

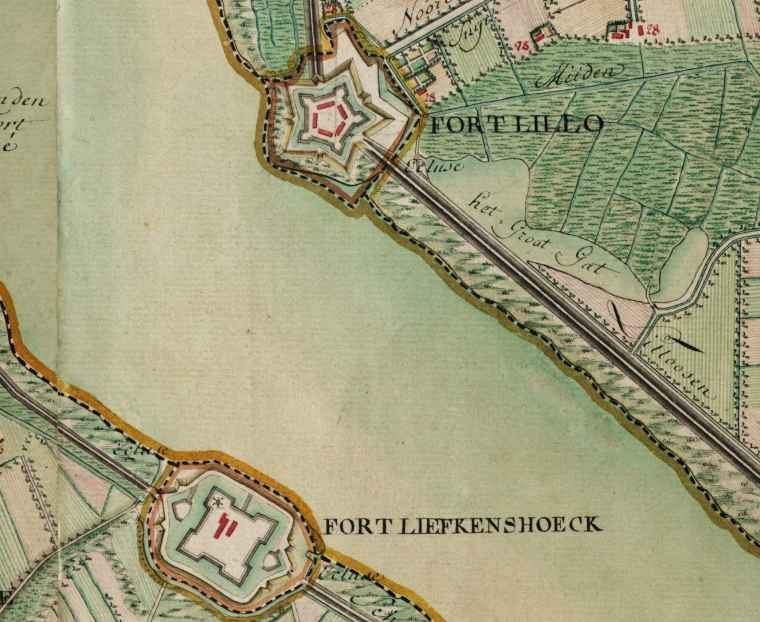
Fort Liefkenshoek en Fort Lillo op een kaart van Joseph de Ferraris uit 1775.

In 1638 ondernam Frederik Hendrik nog een stoutmoedige poging Antwerpen in te nemen, maar in de Slag bij Kallo werd zijn leger op 20 juni krachtdadig door het Zuidelijke leger in de pan gehakt en verstrooid. Ook bij zijn veldtocht tegen Gelderland in augustus moest hij het onderspit delven tegen het toegesnelde leger aangevoerd door de prins-gemaal.

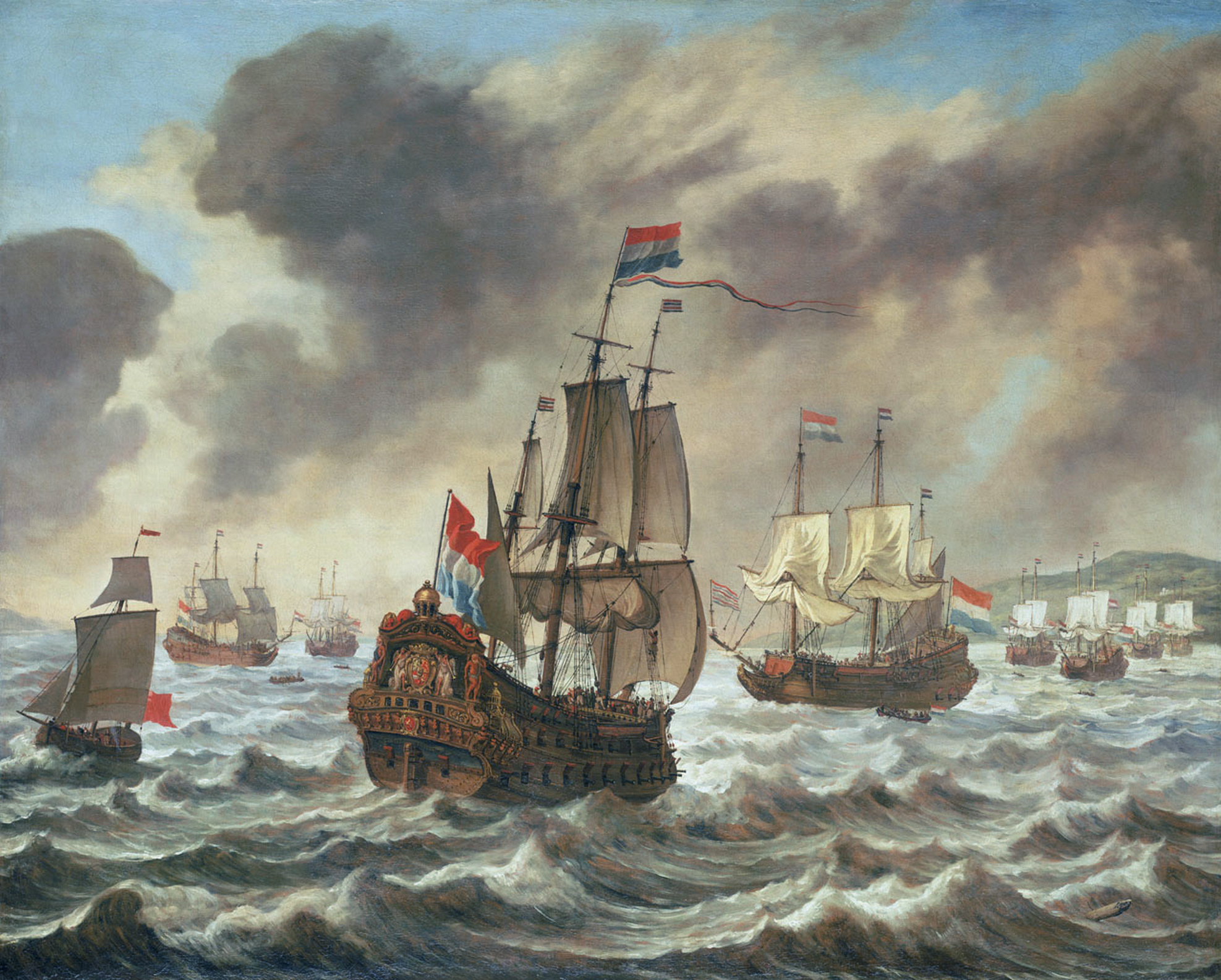
Reinier Nooms, Voor de Slag bij Duins 21 oktober 1639, met Tromps vlaggeschip Amelia, 1639.

Omdat door de oorlog met Frankrijk de weg over land was afgesloten, waren de Spanjaarden gedwongen troepenversterkingen naar de Nederlanden over zee te vervoeren. Deze 'tweede Armada', 20.000 man in getal, onder leiding van Antonio de Oquendo werd in het Kanaal door de Nederlandse admiraal Maarten Harpertszoon Tromp opgewacht en ondanks protest van koning Karel I van Engeland ingesloten op de rede van Duins. De Zeeslag bij Duins die op 21 oktober 1639 volgde, kostte de Spanjaarden 43 schepen en zesduizend manschappen.

### Verlies van Atrecht en Frans-Vlaanderen voor de Zuidelijke Nederlanden
De krijgsverrichtingen te land gingen de rest van het jaar door, zonder merkelijk voordeel voor de een of de andere. De kardinaal-infant verijdelde de uitval van Frederik Hendrik op Hulst en op Gelderland. Tegelijkertijd maakten de Fransen door de inname van Hesdin de nederlaag goed die Piccolomini op 7 juni onder de wallen van Diedenhoven aan de maarschalk van Feuquières had toegebracht. Omdat de keizer Piccolomini terugriep, beschikte Ferdinand van Oostenrijk over een ontoereikende troepenmacht. Hij slaagde er niet in om het beleg van de Fransen bij Atrecht op te breken. De overgave van de stad op 9 augustus 1640 betekende een zwaar verlies voor de Zuidelijke Nederlanden, waarop nog veel andere steden van het Graafschap Artesië zouden volgen.
In het noorden veroverde Frederik Hendrik na het beleg van Gennep in het hertogdom Kleef de stad Gennep, terwijl in het zuiden de Fransen hun veroveringen in Artesië voortzetten, met inname van La Bassée, Lens en Bapaume. De troepen betrokken hun winter kwartier, toen ze de dood van Ferdinand van Oostenrijk vernamen die op 9 november op 33-jarige leeftijd aan de pokken bezweek.

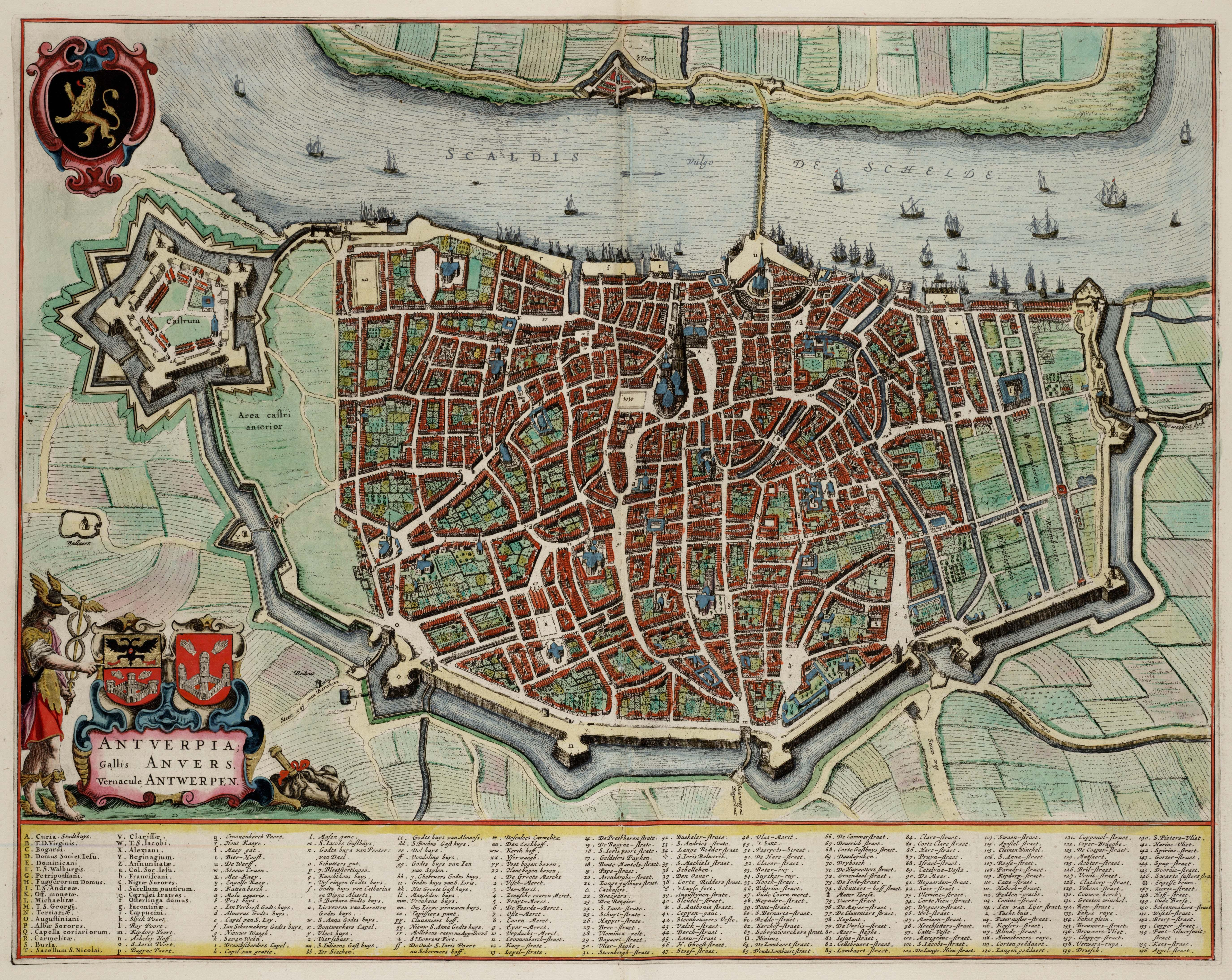
Joan Blaeu, Antverpia. Antwerpen ten tijde van het beleg in 1646. Atlas van Loon, 1649.

De machtige provincies van de Republiek, vooral Holland, die in de minderheid waren, keerden zich intussen geleidelijk tegen Frederik Hendrik. Dat werd vooral duidelijk na het huwelijk van diens zoon Willem met de Engelse prinses Mary Stuart in 1641, waarmee de banden tussen het huis van Oranje en de Engelse koninklijke familie werden aangehaald. Het aanzien van het huis van Oranje werd hierdoor verhoogd, zodat Frederik Hendrik nu door het koninklijk hof van Frankrijk met "Zijne Hoogheid" werd aangesproken, een titel die normaal voor koningen is gereserveerd. Toen hij zich in Den Haag met zijn echtgenote Amalia van Solms ook nog van een quasi-koninklijk hof ging voorzien, groeide vooral bij de Hollandse republikeinen de vrees voor een monarchale macht onder politiek leiderschap van de Oranjes. In 1643 wist Holland zelfs een grote troepenvermindering door te drijven. In de jaren die volgden verloor Frederik Hendrik steeds meer de controle over zijn geestelijke en lichamelijke vermogens, en was de provincie Holland opnieuw in staat zich politiek naar het bovenplan te werken.
In 1646 deed hij ondanks zijn ziekte nog een laatste poging om Antwerpen te veroveren, die echter mislukte. De Republiek behield Fort Lillo en Fort Liefkenshoek en handhaafde de sluiting van de Schelde.
Frederik Hendrik overleed in 1647 op 14 maart nadat zijn gezondheid al geruime tijd was achteruit gegaan. Hij werd opgevolgd door zijn zoon, stadhouder Willem II. Op 11 april datzelfde jaar werd aartshertog Leopold van Oostenrijk, broer van de keizer, landvoogd van de Zuidelijke Nederlanden. Hij zou een aantal door de Fransen veroverde steden terugwinnen, waaronder Ieper. Maar Atrecht en Frans-Vlaanderen waren voor de Zuidelijke Nederlanden definitief verloren.

### Slotsom
De oorlog sleepte verder aan, maar de beide partijen in het geheime delingsverdrag hebben uiteindelijk een deel van hun doelstelling verwezenlijkt. Zij hadden stukken van de Zuidelijke Nederlanden militair in hun macht gekregen en hebben die bij latere vredesverdragen mogen behouden: bij de Vrede van Münster (1648) voor de Republiek en bij de Vrede van de Pyreneeën (1659) voor Frankrijk.